# Stanisław Okoniewski (duchowny)
Stanisław Wojciech Okoniewski (ur. 21 kwietnia 1870 w Popowie, zm. 1 maja 1944 w Lizbonie) – polski duchowny rzymskokatolicki, biskup chełmiński w latach 1926–1944.

## Życiorys
Najstarszy syn nauczyciela Jana i Stanisławy z Likowskich (siostry arcybiskupa Edwarda Likowskiego). W latach 1882–1884 uczył się w progimnazjum w Trzemesznie, później w Gimnazjum im. Św. Marii Magdaleny w Poznaniu, gdzie organizował konspiracyjne kółka Towarzystwa Tomasza Zana. Od 1891 studiował teologię w seminariach duchownych w Poznaniu i Gnieźnie. 23 czerwca 1895 przyjął w Poznaniu święcenia kapłańskie, pracował następnie jako wikary w Biezdrowie. Był proboszczem w Bninie i Kościelcu, redagował „Przegląd Kościelny”. Przez 3 semestry słuchał wykładów filozofii i ekonomii w Królewskiej Akademii w Poznaniu. Od 20 lipca 1905 wiceprezes nowo założonego „Towarzystwa Kultury i Literatów Polskich na Rzeszę Niemiecką Celem Wzajemnej Pomocy” w Poznaniu, w 1906 wystąpił w obronie nauczania języka polskiego w nauczaniu religii podczas strajków szkolnych, za co 6 marca 1907 został skazany na 6 tygodni więzienia we Wronkach. Wziął udział w kongresach eucharystycznych w Kolonii (1909) i Wiedniu (1913) i w pielgrzymkach do Rzymu (1908 i 1913), gdzie uzyskał godność szambelana papieskiego. W czasopismach teologicznych opublikował kilkanaście artykułów i recenzji oraz oddzielne tłumaczenie encykliki Piusa X „O zasadach modernistów” (1908) i biografię ks. Augustyna Jaskulskiego i jego prace „O wychowaniu” (1909) i „Materiały do odczytów w Towarzystwach Robotników” (1909). W 1912, w 300. rocznicę śmierci ks. Piotra Skargi wydał w Poznaniu dzieło pt. „Pismo święte w dziełach X Piotra Skargi”. Napisał też kilka artykułów na temat działalności ks. Skargi. Członek Poznańskiego Towarzystwa Przyjaciół Nauk i współzałożyciel (1916) jego Wydziału Teologicznego.
14 grudnia 1924 został mianowany biskupem tytularnym Podalia i koadiutorem (następcą) biskupa chełmińskiego Augustyna Rosentretera. W 1926 roku otrzymał tytuł doktora honoris causa Uniwersytetu Jagiellońskiego. Sakrę biskupią otrzymał 25 kwietnia 1926, przejął zwierzchnictwo nad diecezją (ze stolicą w Pelplinie) po śmierci Rosentretera 4 października 1926. Był pierwszym polskim biskupem chełmińskim od czasu zaborów (biskup Rosentreter był pochodzenia niemieckiego). Zaangażował się w odnowienie życia religijnego, przeprowadził w 1928 synod diecezjalny, zreorganizował urzędy kościelne, a także założył Muzeum Diecezjalne w Pelplinie. Wspierał działalność charytatywną i duszpasterstwo ludzi morza (w 1930 poświęcił „Dar Pomorza”). W związku z uczestnictwem w wielu uroczystościach poświęcenia okrętów i statków polskich lubił nazywać się „biskupem morskim”. Propagował w diecezji kult eucharystyczny i Najświętszego Serca Jezusowego. 13 grudnia 1938 w Pelplinie został odznaczony „Białym Krukiem” i Wielką Wstęgą Inkunabułu in Folio z cymeliami za zasługi na polu bibliofilskim, bibliotekarskim i naukowym. Członek Prezydium Pomorskiego Wojewódzkiego Komitetu Funduszu Obrony Narodowej w Toruniu w 1938 roku.
Po wybuchu wojny wyjechał do Rumunii, następnie do Włoch, Francji i Portugalii. Zmarł w Lizbonie w 17. rocznicę ingresu na tron biskupi – 1 maja 1944. Pochowany w grobowcu rodziny da Silva Belo na cmentarzu Prazeres, a stamtąd jego prochy zostały przewiezione do Polski i uroczyście pochowane w podziemiach katedry w Pelplinie 6 listopada 1972. Zwierzchnictwo nad diecezją – po wyjeździe Okoniewskiego – od września do grudnia 1939 sprawował biskup Konstantyn Dominik, a następnie przejął jako administrator apostolski w grudniu 1939 niemiecki biskup gdański Carl Maria Splett. Od roku 1945 diecezją administrował biskup Andrzej Wronka.

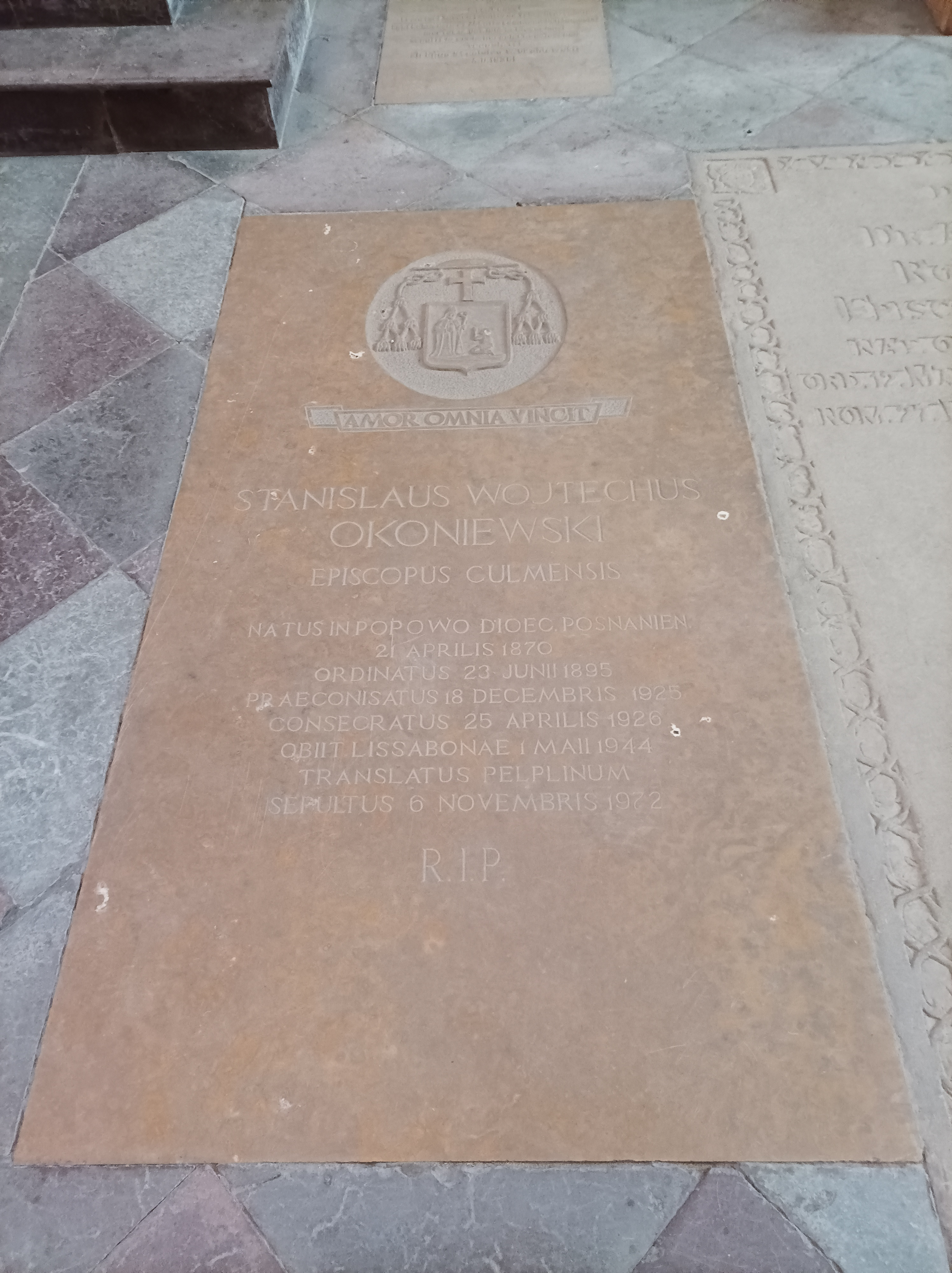
Płyta nagrobna bpa Stanisława Okoniewskiego w Pelplinie.

## Ordery i odznaczenia
- Wielka Wstęga Orderu Odrodzenia Polski (27 czerwca 1936)[3]
- Krzyż Komandorski z Gwiazdą Orderu Odrodzenia Polski (28 grudnia 1927)[4]
- Krzyż Niepodległości (20 grudnia 1932)[5]
- Złoty Krzyż Zasługi[6][7]
- Komandor Orderu Krzyża Południa (Brazylia, 1934)[6][8]